# Ваджир (округ)
Ваджир — один из округов Кении. До 2013 года входил в состав ныне упразднённой Северо-Восточной провинции.
Административный центр — город Ваджир.

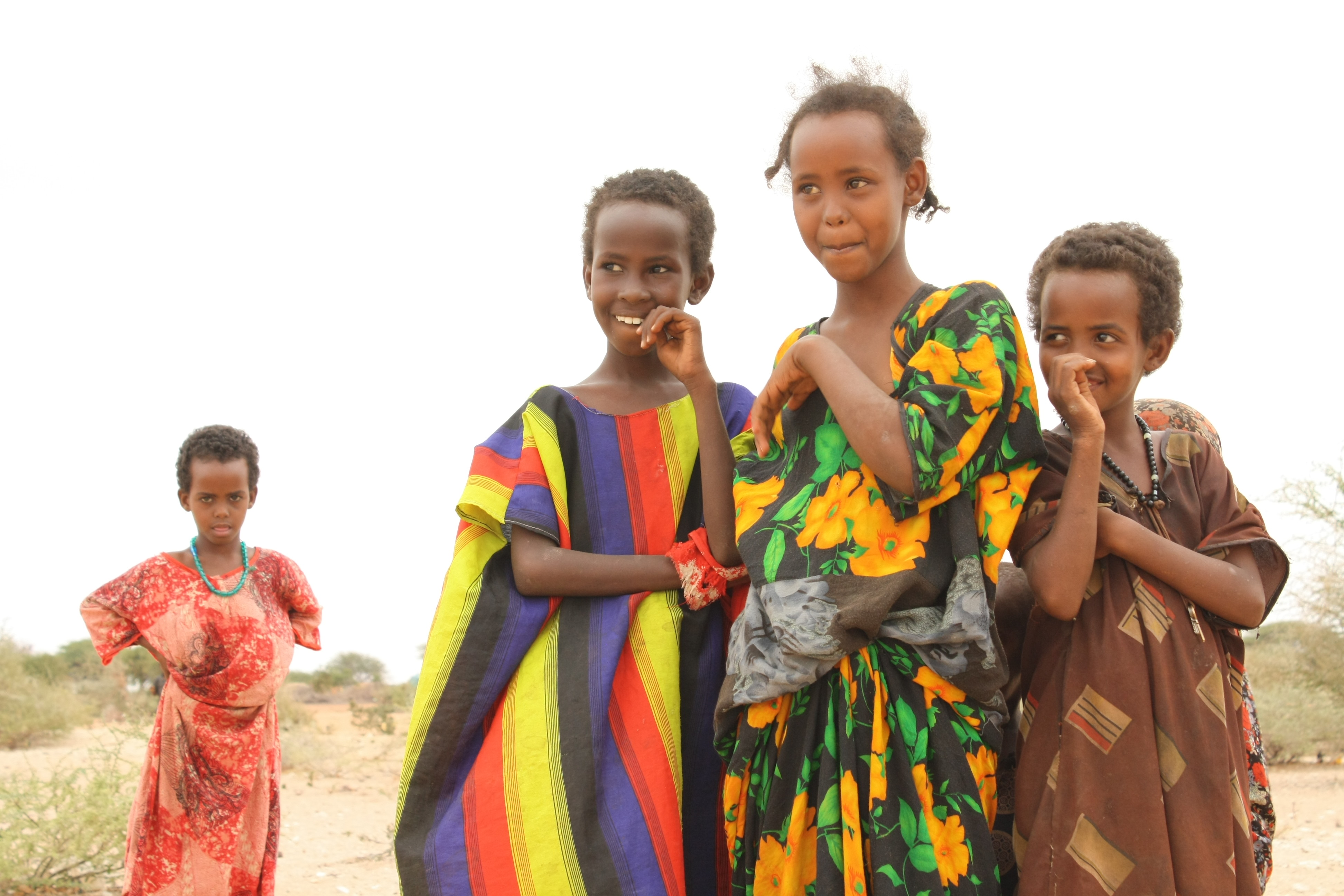
Дети в деревне Кулалей, Ваджир.

## География
Ваджир расположен на северо-востоке Кении. На севере граничит с Эфиопией, на северо-востоке — с округом Мандера, на востоке — с Сомали, на юге — с округом Гарисса, на западе — с округами Исиоло и Марсабит.
Климат засушливый, очень тёплый. Ваджир находится в зоне саванн. Минимальная температура — +21 … +24 °С, максимальная — +31 … +36 °С.

## Внутреннее деление
Ваджир состоит из 6 избирательных округов:
- Северный Ваджир[англ.]
- Южный Ваджир[англ.]
- Западный Ваджир[англ.]
- Восточный Ваджир[англ.]
- Элдас[англ.]
- Тарбадж[англ.]

## Население

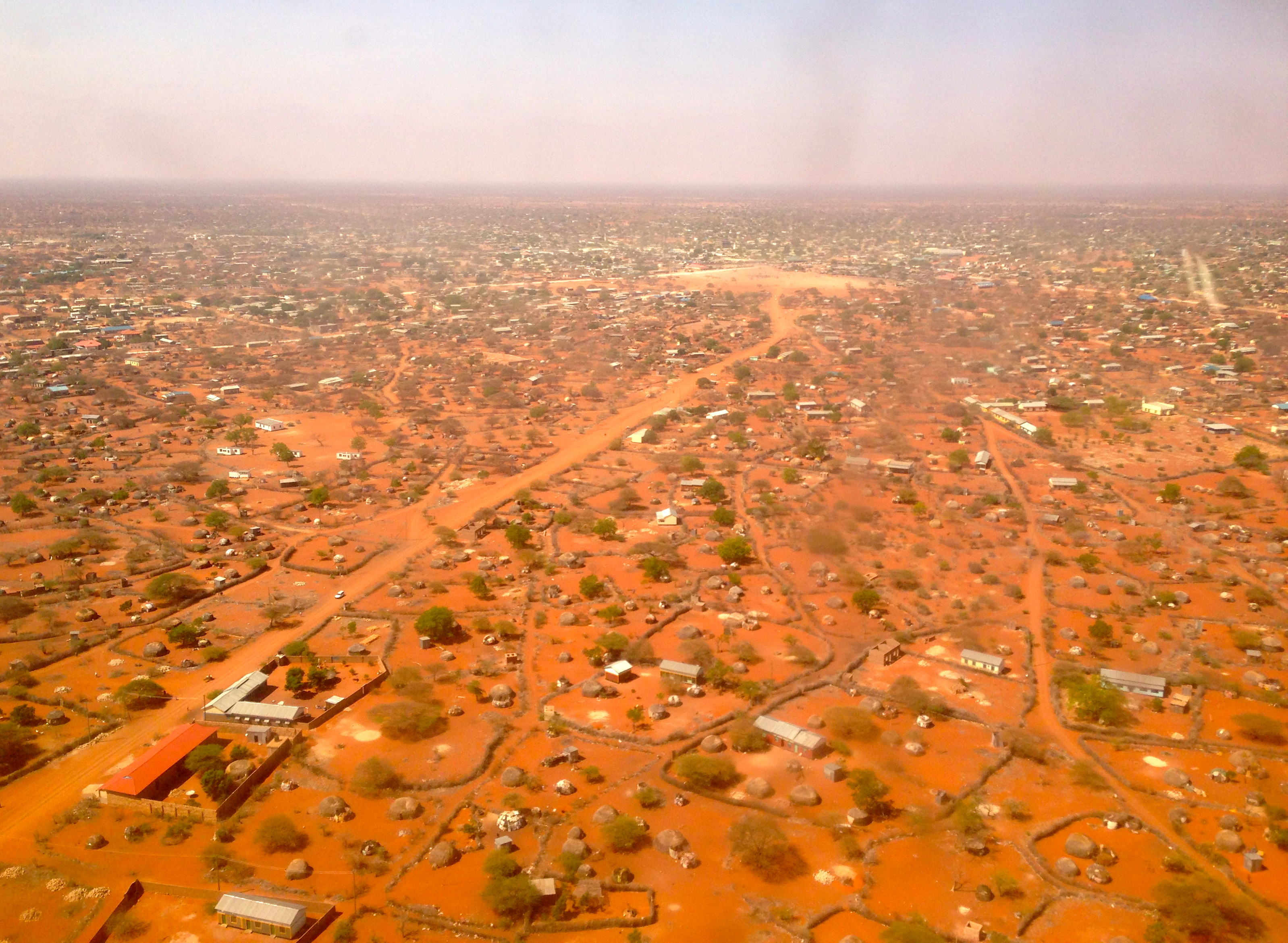
Вид на город Ваджир с самолёта.

В 2017 году численность населения округа составляла 800 000 чел.